# Piacenza d'Adige
Piacenza d'Adige (Piacensa in veneto) è un comune italiano di 1 254 abitanti della provincia di Padova in Veneto, situato a sud-ovest del capoluogo della provincia. Recentemente, nel paese, sono stati costruiti il ponte strallato sul fiume Adige e il casello dell'Autostrada A31 "Valdastico Sud".

## Storia

### Simboli
Lo stemma e il gonfalone sono stati concessi con decreto del presidente della Repubblica del 6 giugno 1966.
Il leone dorato vuole ricordare la feudalità del territorio sotto il dominio delle famiglie degli Estensi, dei Contarini, dei Cornaro, dei Morosini e dei Mocenigo, che qui costruirono le loro residenze di villeggiatura e che si fermavano in questi luoghi per praticare la caccia e la pesca.
La banda azzurra rappresenta il fiume Adige che segna il confine meridionale del comune con la provincia di Rovigo.
Il gonfalone è un drappo partito di giallo e di rosso.

## Monumenti e luoghi d'interesse
Il paese è compreso in una zona agricola ed artigianale, un tempo acquitrinosa e di mulini, compresa in un'ansa dell'Adige bonificata e rettificata dai Veneziani tra seicento e settecento. Di rilievo sono nel capoluogo la chiesa parrocchiale di S. Antonio Abate ed il secentesco oratorio di S. Antonio da Padova, con pala d'altare di un anonimo veneziano del '700; nella frazione Valli Mocenighe la chiesa parrocchiale dell'Annunciazione, ampliata nel 1870 e consacrata nel 1876 ed il Palazzo Mocenigo, costruito dall'omonima famiglia nobile.

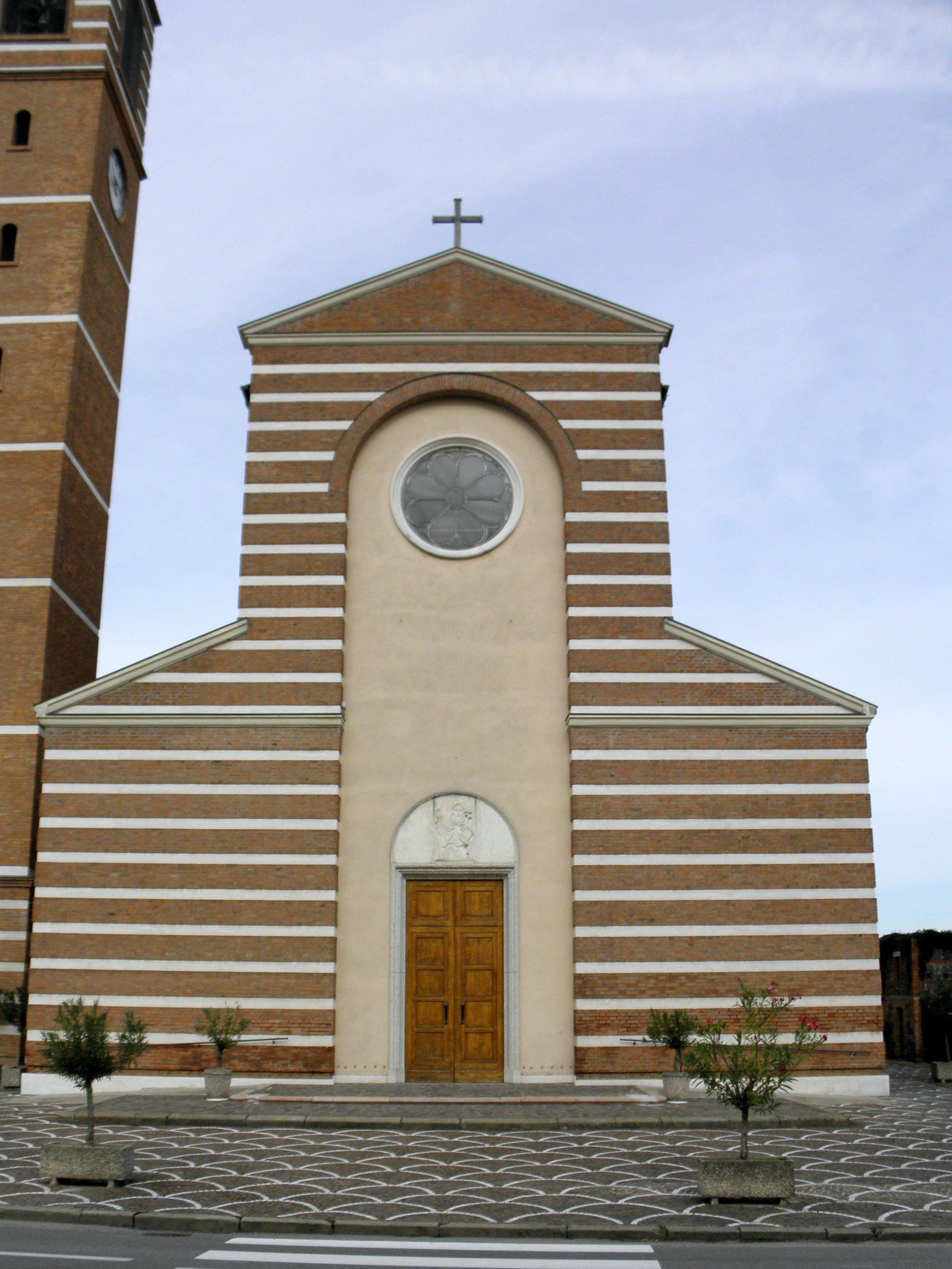
Chiesa di Sant'Antonio Abate
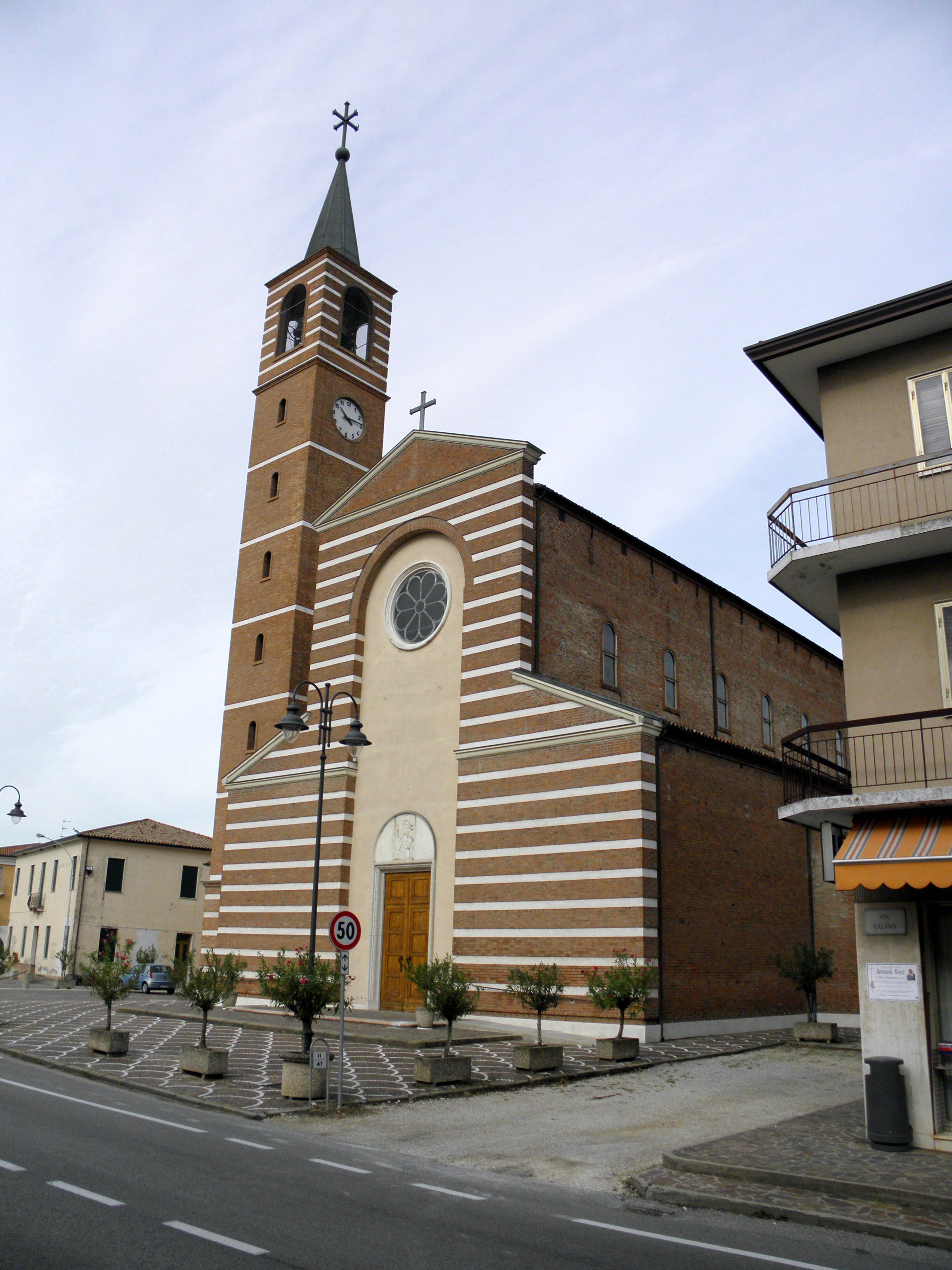
Chiesa di Sant'Antonio Abate

## Società

### Evoluzione demografica
Abitanti censiti

## Amministrazione
Nel 1993 viene introdotta l'elezione diretta del sindaco da parte dei cittadini, secondo quanto riportato nella legge n. 81 del 25 marzo dello stesso anno. Di seguito vengono riportati i sindaci di Piacenza d'Adige dal 1995 ad oggi.
| Sindaco             | Partito                        | Periodo        | Elezione |
| ------------------- | ------------------------------ | -------------- | -------- |
| Valentino Chiarello | Lista civica di centro-destra  | 1995-1999      | 1995     |
| Valentino Chiarello | Lista civica                   | 1999-2004      | 1999     |
| Lucio Giorio        | Lista civica                   | 2004-2009      | 2004     |
| Valentino Chiarello | Lista civica                   | 2009-2014      | 2009     |
| Primo Magri         | Lista civica "Progetto Civico" | 2014-2019      | 2014     |
| Primo Magri         | Lista civica "Progetto Civico" | 2019-in carica | 2019     |